# Erik Chisholm
Erik Chisholm (Cathcart, 4 gennaio 1904 – Città del Capo, 8 giugno 1965) è stato un compositore, direttore d'orchestra, pianista, organista scozzese, spesso citato come un "compositore scozzese dimenticato".
Secondo il suo biografo, Chisholm "è stato il primo compositore ad assorbire idiomi celtici nella sua musica, sia nella forma che nel contenuto, potendo i suoi risultati essere comparati a quelli di Bartók, nella sua profondità di comprensione e nell'audacia",, tanto che lo portò ad essere soprannominato "MacBartók". Fu anche uno dei fondatori del Balletto Celtico e, insieme a Margaret Morris, creò il primo balletto scozzese completo, The Forsaken Mermaid. Fu anche il preside e il direttore del South African College of Music, presso l'Università di Città del Capo per 19 anni. Chisholm fondò la compagnia d'opera South African College of Music a Città del Capo e fu una forza vitale nel portare nuove opere in Scozia, Inghilterra e Sudafrica. Al momento della sua morte, nel 1965, aveva composto più di cento opere.

## Primi anni ed educazione
Erik Chisholm era figlio di John Chisholm, maestro imbianchino e sua moglie, Elizabeth McGeachy Macleod. Lasciò Queen's Park School alla giovane età di 13 anni, a causa di problemi di salute, ma dimostrava un talento per la composizione musicale e alcuni dei suoi pezzi furono pubblicati durante la sua infanzia. Ebbe lezioni di pianoforte da Philip Halstead presso la Scuola di Musica Athenaeum, ora Conservatorio Reale di Scozia e in seguito studiò l'organo sotto Herbert Walton, l'organista della Cattedrale di Glasgow. Nel periodo in cui aveva 12 anni dava concerti d'organo, tra cui uno importante, a Kingston upon Hull. Il pianista Leff Pouishnoff divenne allora il suo principale maestro e mentore. Nel 1927 si recò in Nuova Scozia, in Canada, dove fu nominato organista e maestro del coro presso la chiesa presbiteriana di Westminster, New Glasgow, e direttore di musica alla Pictou Academy.
Un anno dopo tornò in Scozia e divenne l'organista a Barony Church; tuttavia, dato che non aveva il Diploma di Maturità, non poteva studiare all'università. Grazie all'influenza della sua futura moglie, Diana Brodie, egli poté avvicinare diversi amici influenti nel mondo della musica musica, per ottenere lettere di sostegno per una deroga e poter accedere all'università. Nel 1928 fu accettato allo studio della musica presso l'Università di Edimburgo, sotto il suo amico e mentore, il celebre musicologo Sir Donald Tovey. Chisholm si laureò con un Bachelor of Music nel 1931 e Doctor of Music nel 1934. Durante gli studi universitari, aveva formato la Compagnia Scottish Ballet nel 1928 e la Active Society for the Propagation of Contemporary Music nel 1929 con i colleghi compositori Francis George Scott e Pat Shannon. Nel 1930 e fino al 1934 lavorò anche come critico musicale per il Glasgow Herald Weekly e lo Scottish Daily Express.

## Carriera in Scozia e Seconda Guerra Mondiale
A seguito della sua formazione musicale, il lavoro di Chisholm fu descritto come "audace e originale", secondo Sir Hugh Roberton, dimostrando nel contempo anche un forte carattere scozzese, in opere come il suo Concerto per pianoforte n. 1, sottotitolato Pibroch (1930), la Straloch Suite per Orchestra (1933) e la Sonata An Riobhan Dearg (1939). Nel 1933 fu il solista alla prima del suo Concerto Pibroch ad Amsterdam. Inoltre diresse le prime scozzesi del Concerto per pianoforte n. 1 di Bartók e del Concerto per pianoforte n. 3 di Sergej Vasil'evič Rachmaninov. Dal 1930 fu direttore musicale della Glasgow Grand Opera Society che si esibì nel Teatro Reale di Glasgow, dirigendo le anteprime britanniche di Idomeneo di Mozart nel 1934 e de Les Troyens e Béatrice et Bénédict di Berlioz, rispettivamente nel 1935 e nel 1936. Fu anche il direttore fondatore sia della Barony Opera Society, la Scottish Ballet Society, l'Associazione degli Organisti Professionisti e nel 1938 fu nominato direttore musicale del Celtic Ballet. Quando era direttore compose quattro opere in collaborazione con Margaret Morris, la più famosa è The Forsaken Mermaid, il primo balletto scozzese a lunghezza intera. Chisholm aveva molti amici nel mondo della musica, tra cui compositori come Bartók, Hindemith, Delius, Bax, Medtner, Szymanowski, Ireland e Bush, e invitò molti di loro in Scozia per rappresentare le loro opere.
Allo scoppio della seconda guerra mondiale, Chisholm, obiettore di coscienza, fu dichiarato inabile al servizio militare a causa di problemi di vista ed un braccio storto. Durante la guerra diresse concerti con la Carl Rosa Opera Company nel 1940 e in seguito aderì all'Entertainments National Service Association come colonnello per girare l'Italia con il Balletto Anglo-Polacco nel 1943 e lavorò come direttore musicale per il South East Asia Command tra il 1943 e 1945. Per primo formò un'orchestra multirazziale in India, ma a seguito di discussioni con il suo superiore, il colonnello Jack Hawkins, fu rimosso ed inviato a Singapore. Qui nel 1945 fondò l'Orchestra Sinfonica di Singapore. Molti dei musicisti erano ex prigionieri di guerra e tra loro Chisholm reclutò Szymon Goldberg come primo violino. Goldberg era riuscito a nascondere il suo violino Stradivari in un camino del campo di prigionia per tre anni e mezzo. Chisholm creò un'orchestra veramente cosmopolita di quindici nazionalità provenienti da Oriente e Occidente, che diede 50 concerti in Malesia entro sei mesi. Dopo il ritorno in Scozia, Chisholm sposò la sua seconda moglie, Lillias, la figlia del compositore scozzese Francis George Scott. Nel 1946 fu nominato professore di musica presso l'Università di Città del Capo e direttore del South African College of Music.

## Carriera in Sudafrica

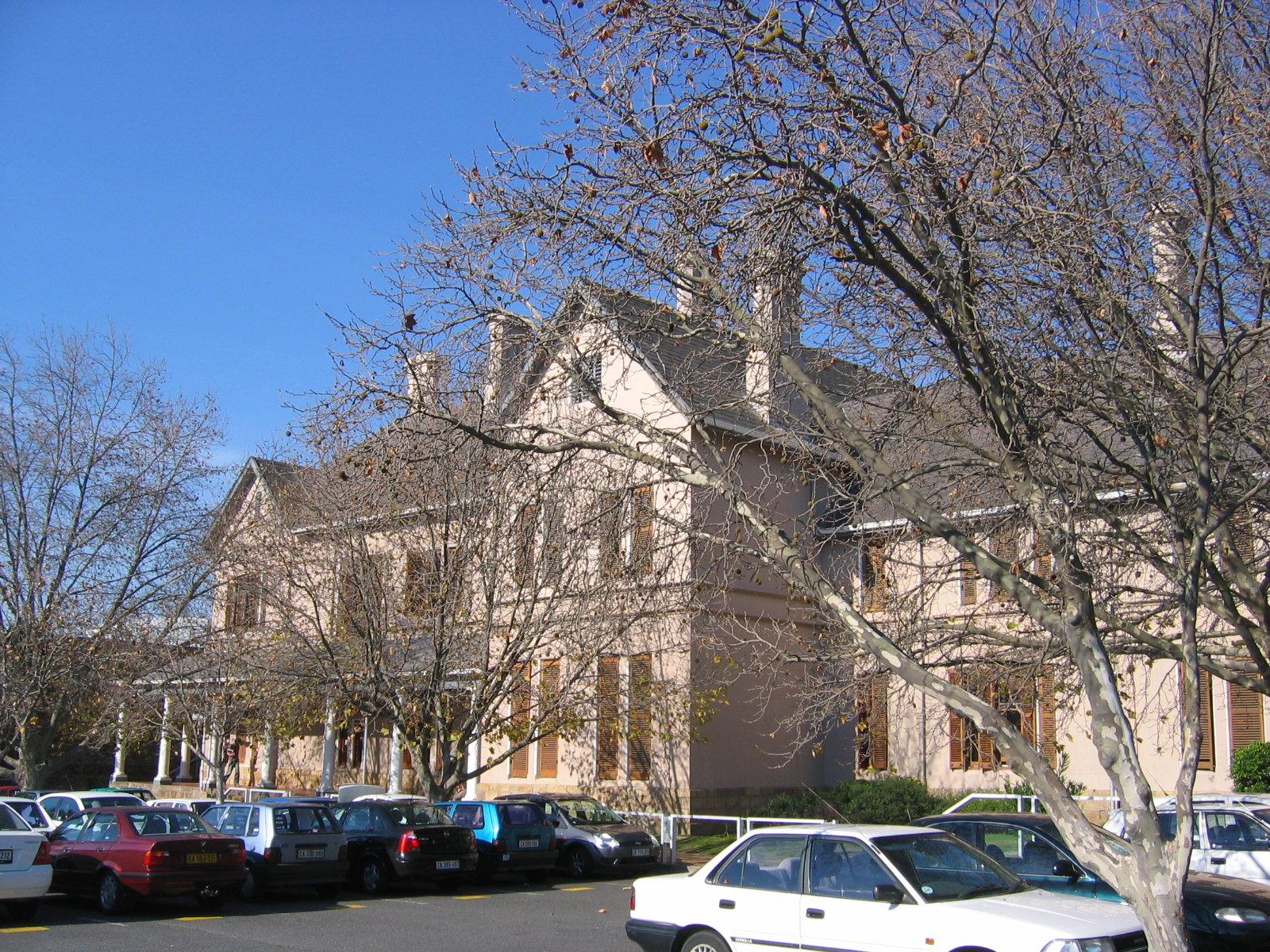
Strubenholm, la sede del SA College of Music.

Il necrologio di Chisholm nel The Edinburgh Tatler ha ricordato che "i tre punti salienti della sua vita sono stati ascoltare a sette anni la Quasi una fantasia, al Chiaro di luna di Beethoven interpretata da Frederic Lamond su un organo a rullo; prendere confidenza con la musica Indiana e, infine, l'offerta della cattedra di musica all'Università di Città del Capo nel 1947."
Quell'anno Chisholm fece risorgere il College Sudafricano di Musica dove alla fine avrebbe insegnato al compositore Stefans Grové ed alla cantante Désirée Talbot. Utilizzando l'Università di Edimburgo come suo modello, Chisholm nominò nuovo personale, estese il numero dei corsi e introdusse nuovi titoli e diplomi. Con lo scopo di incoraggiare i musicisti in erba sudafricani, fondò il South African National Music Press nel 1948. Con l'assistenza del baritono italiano Gregorio Fiasconaro, Chisholm inoltre fondò la compagnia lirica del college nel 1951 e la scuola di opera nel 1954. Chisholm fondò inoltre la Sezione Sudafricana della Società Internazionale di Musica Contemporanea (ISCM) nel 1948, aiutò nella fondazione del Maynardville Open-Air Theatre il 1º dicembre 1950 e perseguì una carriera internazionale di direzione orchestrale.
La Compagnia d'opera South African College of Music divenne un successo nazionale e andò in tournée in Zambia e nel Regno Unito. Nell'inverno del 1956 l'ambizioso Festival di Musica e Musicisti Sudafricani di Chisholm raggiunse il successo popolare a Londra, con un programma di concerti alla Wigmore Hall e la prima a Londra al Teatro Rudolf Steiner dell'opera di Bartók Il castello di Barbablù. La compagnia inoltre eseguì Il console di Menotti e l'opera di Chisholm The Inland Woman, basata su un dramma dello scrittore irlandese Mary Lavin. Nel 1952 Szymon Goldberg eseguì in anteprima il suo concerto per violino al Festival di Musica Van Riebeeck a Città del Capo. La sua trilogia Murder in Three Keys godette di una stagione di sei settimane a New York City nel 1954 e, due anni dopo, fu invitato a Mosca per dirigere l'Orchestra Filarmonica di Mosca nel suo secondo concerto per pianoforte The Hindustani. Nel 1961 la sua compagnia eseguì in anteprima Silas Marner, la prima opera del compositore sudafricano John Joubert.
Chisholm non appoggiò la politica dell'apartheid del Sudafrica e aveva tendenze socialiste. Chisholm convinse Ronald Stevenson, un collega scozzese, ad esibirsi presso l'Università di Città del Capo. Durante l'esecuzione della Passacaglia di Stevenson, il programma faceva riferimento allo slogan di Lenin di pace, pane e terra e anche in segno di saluto all'"emergente Africa". Il giorno seguente, la polizia sudafricana perquisì lo studio di Chisholm in un fallito tentativo di stabilire un collegamento tra lui ed una collaborazione con l'URSS.

## Ultimi anni ed eredità
Sir Arnold Bax definiva Erik Chisholm "il compositore più progressista che la Scozia abbia mai prodotto." Dopo 19 anni presso il South African College of Music, il Dr. Chisholm compose dodici ulteriori opere ispirandosi a "fonti diverse, come l'India, le Ebridi Esterne, il neo-classico e il barocco, il pibroch, l'astrologia e la letteratura".
Chisholm morì per un attacco cardiaco all'età di 61 anni e lasciò tutta la sua musica all'Università di Città del Capo. Anche se compose oltre 100 opere, solo 17 sono state pubblicate, di cui 14 sono state pubblicate come spartiti stampati. Poiché i compositori scozzesi sono pochi e la qualità della sua musica era spesso buona, i suoi apologeti hanno sostenuto che le sue opere dovrebbero essere ascoltate con maggiore regolarità. Il suo stile è stato definito vario, eclettico e impegnativo, ma la sua musica era nota anche per essere dura e spesso poco attrattiva per il pubblico. Anche così, un certo numero delle sue opere, tra cui i suoi pezzi per canto e pianoforte, sono stati ripresi e registrati.
Per tutta la vita coltivò un interesse per la musica scozzese e pubblicò una raccolta di canzoni celtiche popolari nel 1964. Era anche interessato alla musica ceca e terminò il suo libro Le opere di Leoš Janáček poco prima della sua morte. I suoi servizi alla musica ceca sono stati riconosciuti ufficialmente nel 1956, quando divenne uno dei pochi musicisti non cechi ad aver ottenuto la medaglia Dvořák. La Biblioteca dei Manoscritti e Archivi presso l'Università di Città del Capo ospita la collezione Chisholm di carte e manoscritti; i suoi spartiti pubblicati sono nella libreria del Collegio di Musica e molte copie sono ora state inviate allo Scottish Music Information Centre a Glasgow. In sua memoria, il Collegio di Musica del Sudafrica offre una borsa di studio commemorativa in suo nome e il Concorso Pianistico Internazionale scozzese ospita il Premio Erik Chisholm Memorial.
La biografia di Erik Chisholm, scritta da John Purser con la prefazione di Sir Charles Mackerras, Chasing A Restless Muse: Erik Chisholm, Scottish Modernist (1904–1965) (Inseguendo una Musa Irrequieta: Erik Chisholm, scozzese modernista (1904-1965)), è stata pubblicata il 19 giugno 2009. Un lancio ufficiale si tenne presso il Conservatorio di Musica, Università Birmingham City, il 22 ottobre 2009, al quale parteciparono sua vedova, la figlia Morag, due dei suoi nipoti e pronipoti. La sua vedova, Lillias, sposò il clarinettista John Forbes. Molti dei suoi lavori sono stati pubblicati su CD, eseguiti dal pianista Murray McLachlan.

## Opere
Erik Chisholm ha scritto oltre 100 opere, tra cui 35 opere orchestrali, 7 opere concertanti (tra cui un concerto per violino e due concerti per pianoforte), 7 opere per orchestra e voce o coro, 54 lavori per pianoforte, 3 opere per organo, 43 canzoni, 8 corali a più voci, 7 balletti, 9 opere liriche, tra cui una su Robert Burns. Ha anche realizzato diversi interessanti arrangiamenti di compositori come Händel e Mozart. Ha organizzato una versione per orchestra d'archi della Sinfonia per pianoforte solo, op. 39 nn. 4-7 di Charles-Valentin Alkan, compositore ancora in gran parte sconosciuto a quel tempo, il cui originale si diceva che superasse anche gli Studi trascendentali di Franz Liszt nelle scale e come difficoltà.
Il pianista Murray McLachlan ha diviso le opere di Chisholm in quattro periodi: il primo periodo, il periodo "Scozzese", il periodo Neoclassico e il periodo "Indiano". Il "primo periodo" è molto ampio, iniziando con gli sforzi adolescenziali tra cui una Sonatina in sol minore, scritta a 18 anni, e che mostrava chiaramente qualcosa dell'influenza di John Blackwood McEwen.
Il periodo "Scozzese" iniziava nella prima parte degli anni 1930, in cui tutte le sue opere erano tinge di una straordinaria coloritura nazionalista scozzese, indicando in modo molto persuasivo le ambizioni del compositore come contemporaneo di Béla Bartók, di nutrire il suo stile con la musica dei suoi antenati e connazionali. Le Sonatine Ecossaise, 4 Elegie, le Arie scozzesi e il Concerto per pianoforte n. 1 Piobaireachd di Chisholm, mostrano uno stile di mordente percussivo e di energia che faceva molto uso di dissonanze, grappoli di note e ritmi martellanti alla "maniera di Bartók", insieme a materiale derivato da Scottish Folksong e figurazioni di danza ritmica. Il suo stile è così simile che i critici di Chisholm hanno ripetutamente denominato Chisholm come "MacBartók".
Il Periodo neoclassico di Chisholm si riferisce ad alcune delle sue opere che erano state ispirate da motivi antichi e oscuri dell'epoca pre-classica. La sua Sonatina n. 3, evidentemente sulla base di diversi motivi ricercare originariamente scritti da Dalza, fonde le armonie e le gentili dissonanze brittenesche in trame tipicamente pianistiche.
Il suo periodo "Indiano" riflette l'amore di Chisholm per l'Oriente, l'occulto e la sua amicizia con Sorabji. Esempi importanti di questo periodo sono il suo secondo Concerto "Indiano" per pianoforte ed i Sei Notturni, Canto notturno dei bardi. Queste composizioni mostrano deliziose strutture, esigenze tecniche trascendentali e intensità che sono paragonabili ad altre opere per pianoforte di Busoni, Szymanowski, Metner, e Sorabji.
I due concerti per pianoforte di Chisholm sono stati registrati da Danny Driver.

## Scritti
Chisholm, E. (1971) The Operas of Leoš Janáček ISBN 0-08-012854-8.